# سی. جی کاکس
سی. جی کاکس (انگلیسی: C. Jay Cox؛ زادهٔ ۱ ژانویهٔ ۱۹۶۲) یک هنرپیشه، فیلم‌نامه‌نویس، و کارگردان اهل ایالات متحده آمریکا است.